# Berrie, Vienne

Berrie este o comună în departamentul Vienne, Franța. În 2009 avea o populație de 263 de locuitori.